# Église Sainte-Catherine de Bitche
Pour les articles homonymes, voir église Sainte-Catherine.
L'église Sainte-Catherine est une église catholique située à proximité de l'hôtel de ville au cœur de la commune française de Bitche, dans le département de la Moselle en région Grand Est.

## Histoire
Schorbach est jusqu'à la Révolution française, l'unique paroisse de la région de Bitche et comprend notamment les annexes de Kaltenhausen et de Rohr qui forment dès le XVIIe siècle la ville de Bitche. Après la guerre de Trente Ans, les villages inhabités se repeuplent lentement, renforcés par l'arrivée d'émigrés venus de Suisse, du Tyrol et du Luxembourg. Dès lors, le curé de Schorbach vient s'établir et résider dans la nouvelle ville de Bitche, où se trouve une garnison et où les travaux de fortification attirent des ouvriers en grand nombre.
Les choses s'arrangent lors de la visite pastorale de l'évêque de Metz, Mgr d'Aubusson de la Feuillade, en 1680. Quelques jours auparavant, il a envoyé des émissaires dans plusieurs localités afin de s'enquérir de l'état des paroisses. Le vicaire principal envoyé à Schorbach apprend que le curé de Bitche, qui est en réalité celui de Schorbach, néglige ses paroissiens tandis qu'il officie à la chapelle de Bitche et à la chapelle du château. À la fin de la visite, trouvant la chapelle Sainte-Catherine trop petite, ordonne la construction d'une nouvelle église au pied de la citadelle, aux frais des habitants. La construction de la nouvelle église débute en 1684, financée en partie par une imposition sur les débits de vin. Cette église possède trois autels : le principal dédié à la Sainte Vierge, celui de gauche à saint Antoine de Padoue et celui de droite à saint Dominique. La population croit sans cesse et l'église devient rapidement trop petite. Le perron de l'escalier cède et des pierres se détachent de la bâtisse. Par conséquent, l'édifice est interdit au culte vers 1740.
À partir de 1741, le curé de Bitche se fait remplacer à Schorbach par un vicaire résident, de même qu'à Haspelschiedt en 1723 à Mouterhouse en 1764 et à Hanviller en 1786. Une nouvelle construction est décidée à Bitche et un procès s'engage contre l'abbaye de Sturzelbronn en 1769 afin d'obtenir de la cour de Lorraine la condamnation de l'abbaye aux frais de reconstruction de l'église. Les moines de Sturzelbronn ont reçu en 1268 le droit de percevoir les dîmes de Schorbach et ses annexes, mais ont l'obligation de contribuer aux frais de culte. L'abbaye est condamnée en 1773 à contribuer pour une somme de 50 000 livres à la construction de la nouvelle église. Pour réduire les dépenses, on construit celle-ci sur l'emplacement de l'ancienne église et on garde l'ancien clocher qui est encore en bon état. Les plans sont de Jean-Baptiste Henrion, " entrepreneur des bâtiments et usines du Roy " et la construction de Jean Eberlé. La bénédiction solennelle a lieu le 23 novembre 1775.
Depuis 1802, Bitche est érigée en paroisse et élevée au rang d'archiprêtré. L'originalité de la nouvelle église réside dans le fait qu'elle ne possède pas de piliers dans sa nef.

## Grandes orgues

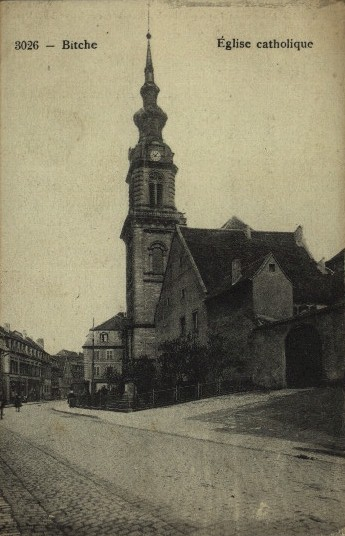

Il semble que les orgues les plus anciennes de l'église Sainte-Catherine datent du XVIIe siècle et sont attribuées à Ignace. En 1830, elles sont rénovées par Moeller qui leur adjoint son style. Elles subissent plusieurs transformations et rénovations depuis cette date. Elles souffrent énormément lors des bombardements de la fin de la Seconde Guerre mondiale et elles doivent être totalement refaites. C'est le facteur d'orgues Jean-George Kœnig qui est chargé des travaux en 1959. Mais en cette période d'après-guerre, la qualité des matériaux utilisés n'est pas des meilleures si bien qu'au fil des ans, elles se dégradent à nouveau et il faut envisager une nouvelle rénovation totale.

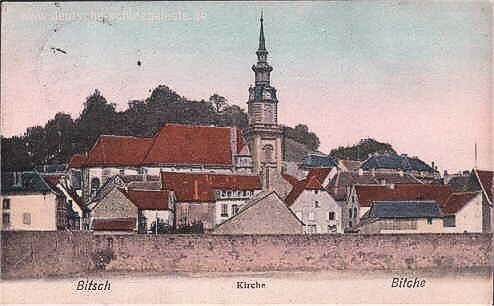
Vue de la ville et de la citadelle

C'est en 1990, que la municipalité de Bitche, alors dirigée par maître Joseph Schaefer, propose d'engager les travaux, ce que le conseil de fabrique accepte aussitôt. La rénovation est confiée à Bernard Aubertin, ancien élève du collège Saint-Augustin et facteur d'orgues à Courtefontaine. Lors de la réfection de 1959, les restes des anciennes orgues ont été purement et simplement jetées aux ordures. Le curé de l'époque a cependant réussi à en récupérer la plus grande partie qu'il a stockée sur le grenier de l'église et qui y reste durant un demi-siècle.
Bernard Aubertin déménage ces précieux vestiges jusque dans son prieuré de Courtefontaine où il sépare les éléments des orgues de Seuffert de celles de Moeller. Ces derniers servent à fabriquer des orgues pour le collège Saint-Augustin, inaugurées par Mgr Raffin, évêque de Metz, le 5 octobre 1995. Les éléments des orgues de Seuffert, les plus anciens, servent de base à la nouvelle construction que l'on peut admirer aujourd'hui dans le fond de l'église. Une nouvelle balustrade à balustres verticaux et étroits permet de voir l'œuvre en entier tout en favorisant la propagation du son et la répartition de la chaleur. Les orgues rénovées possèdent donc quarante jeux qui font chanter plus de trois mille tuyaux.

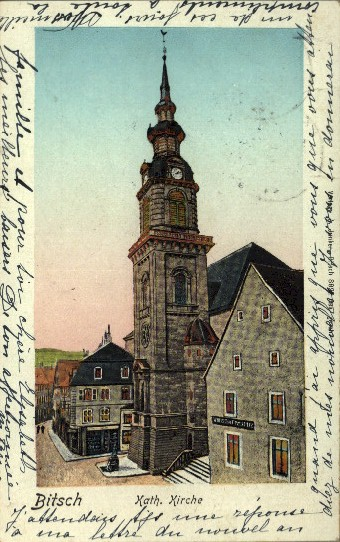

Pour respecter la tradition, les boiseries du buffet sont peintes par Guy Vetter en imitation de marbres aux couleurs qui s'harmonisent avec les autres décorations de l'église. Des dorures du même artiste rehaussent l'éclat de l'ensemble. Enfin, deux anges musiciens surmontent les deux grandes tourelles de pédale en harpe situées à droite et à gauche.

## Mobilier

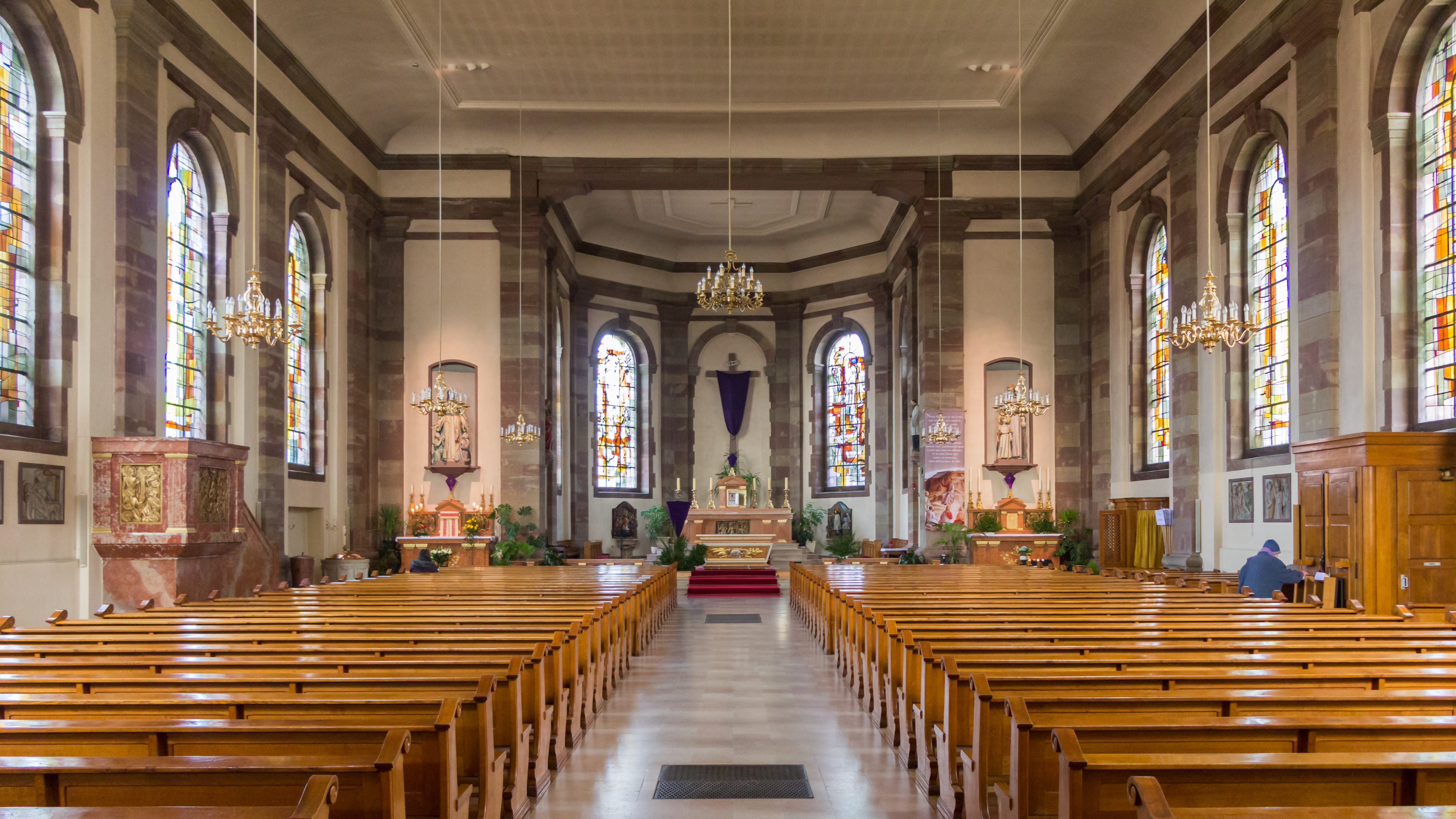
Nef sans piliers

L'église possède un autel à la romaine, en chêne peint en blanc et doré qui date du début du XIXe siècle. Provenant de la chapelle de l'ancien hôpital militaire, il est restauré en 1982. L'autel de sainte Thérèse, peint en blanc et doré, date du début du XIXe siècle. Provenant pour sa part de la morgue, il représente la Vierge Marie, le Christ et le Sacré-Cœur et est restauré en 1982. Les deux lutrins en fer forgé, datent de 1749 et proviennent peut-être de l'ancienne abbaye de Sturzelbronn.
Encastré dans le mur gauche de la nef, un monument est élevé en 1784 à la mémoire du comte de Bombelles, gouverneur de la place de Bitche de 1740 à son décès, en 1760. Le comte y est représenté en buste, de profil. L'ensemble des vitraux est daté 1962 et signé J. Archepel.
L'église possède également un ensemble de trois statues représentant le Calvaire. La Vierge Marie et saint Jean datent des XVIe siècle et XVIIe siècle et se trouvaient dans la chapelle de l'Étang jusqu'en 1981. La statue du Christ en croix, daté du XVIIIe siècle ou du XIXe siècle, se trouvait auparavant dans la chapelle Saint-Sébastien. Une statue de l'Immaculée Conception, datant du XVIIIe siècle, est comparable à des statues présentes dans les églises de Siersthal et d'Enchenberg. Une statue de la fin du XIXe siècle ou du début du XXe siècle figure sainte Catherine d'Alexandrie tandis qu'une autre, représentant saint François d'Assise, date du XVIIIe siècle et provient du couvent des Capucins.